# Michael Hoffmann (Schachspieler)
Michael Hoffmann (* 19. September 1970 in Bochum) ist ein deutscher Schach-Großmeister.

## Leben
Michael Hoffmann ist von Beruf Rechtsanwalt und lebt im westfälischen Münster. Er begann seine schachliche Karriere Anfang der 1980er Jahre beim SV Castrop-Rauxel. Bereits kurz nach seiner ersten Turnierteilnahme im Jahre 1983 gehörte er deutschlandweit zu den stärksten Spielern seiner Altersklasse.

## Leistungen
So gewann er in der Folge 1985 die Deutsche Meisterschaft in der Altersklasse U15 und 1986 die Deutsche Meisterschaft in der Altersklasse U17 und darüber hinaus mit der Jugendauswahlländermannschaft von Nordrhein-Westfalen 1985 und 1987 sowie mit der Vereinsjugendmannschaft im Jahre 1988 den Titel Deutscher Jugendmannschaftsmeister. Mit der ersten Mannschaft seines Heimatvereins schaffte er von der Regionalliga den Aufstieg bis in die 1. Schachbundesliga, der der Verein von 1993 bis 2002 angehörte.
Im Jahre 1991 wurde er vom Weltschachbund FIDE zum Internationalen Meister ernannt, 2006 zum Großmeister (GM), allerdings unter der Bedingung, noch die erforderliche Elo-Zahl von 2500 Punkten zu erreichen, die er im Jahr 2009 erreichte. Die erforderlichen Normen hatte er im Juli 1992 bei einem GM-Turnier in Münster, im Juni und Juli 1993 bei einem GM-Turnier in Lippstadt, im Oktober und November 2005 bei der offenen bayerischen Meisterschaft in Bad Wiessee und im Februar 2006 beim Aeroflot-Open in Moskau erzielt.

## Vereine
Bis 2002 spielte Hoffmann beim SV Castrop-Rauxel, der von 1993 bis 2002 in der 1. Bundesliga spielte. Von 2002 bis 2014 gehörte Hoffmann zur Bundesligamannschaft der Schachgesellschaft Solingen, 2014 wechselte er zum DJK Aufwärts St. Josef Aachen, mit dem er zunächst in der 2. Bundesliga, von 2016 bis zum Rückzug der Mannschaft vor der Saison 2018/19 in der 1. Bundesliga spielte.
In der niederländischen Meesterklasse spielte Hoffmann bis 2004 für den Enscheder Verein ESGOO und von 2005 bis 2010 für Homburg Apeldoorn. In Belgien spielte er von 2010 bis 2012 für La Tour d’Ans-Loncin, von 2012 bis 2014 sowie erneut seit 2016 für den KSK 47 Eynatten, mit dem er 2014 und 2017 Mannschaftsmeister wurde. Von 2014 bis 2016 spielte er für die Schachfreunde Wirtzfeld. In Luxemburg spielt Hoffmann seit 2012 für die Mannschaft von Gambit Bonnevoie, mit der er 2017 und 2020 Meister wurde.